# Fliggen
Fliggen is een van de eilanden van de Lule-archipel. De archipel hoort bij Zweden en ligt in het noorden van de Botnische Golf. Het eiland ligt net buiten de Rånefjärden op een halve kilometer ten westen van Grangrundet. Het heeft geen oeververbinding en er is geen bebouwing.
Ågrundet · Alskäret · Avasjögrundet · Fågelreven · Flakaskäret · Fliggen · Furuholmen · Grangrundet · Granholmen · Hällholmen · Kilsgrundet · Köpmanholmen · Långholmen · Laxön · Laxögrundet · Lill-Kilholmen · Lönngrundet · Piltreven · Rödbergsgrunden · Sandviksreven · Skärgrundet · Skärgrundsflagan · Stor-Kilholmen · Stor-Lönngrundet · Troppen · Yttre Sandgrundet